# 파야오주
파야오주(태국어: พะเยา)는 태국 북부에 있는 주(짱왓)의 하나이다. 난 주, 프래 주, 람빵 주, 치앙라이 주와 접한다. 북동쪽은 라오스의 사이냐불리 주이다.

## 지리
파야오는 잉강 계곡의 파야오호에 위치한다. 계곡 주변으로는 3개의 큰 산인 루앙 산(1697m), 쿤매팟 산(1550m), 쿤매탐 산(1330m)이 있다.

## 역사
파야오는 1096년에 세워졌을 때 작은 도시 왕국이었다. 13세기에 란나타이 왕국의 멩라이 왕 및 수코타이 왕국과 동맹해 그 세력을 확립했다. 그러나 이후 란나타이의 왕은 1338년에 파야오를 점령해 왕국의 일부로 만들었다. 버마가 란나타이를 지배하는 동안 도시는 버려졌고 1897년에 치앙라이 주의 일부가 되었다. 1977년 8월 28일에 다시 치앙라이로부터 분리되어 파야오 주가 되었다.

## 행정 구역
파야오에는 9개의 암프(군)와 더 세부 행정구역인 68개의 땀본 그리고 632개의 무반 (행정 구역)이 있다.
| 1. 므앙파야오군 2. 춘군 3. 치앙캄군 4. 치앙무안군 5. 독캄따이군 6. 퐁군 | 1. 매차이군 2. 푸상군 3. 푸깜야오군 |